# Loddes (Loire)
Pour les articles homonymes, voir Loddes (homonymie).
Le ruisseau de Loddes ou ruisseau de Lodde est un cours d'eau français qui coule dans le département de l'Allier. Cette rivière de la Sologne bourbonnaise est un affluent direct de la Loire en rive gauche.

## Géographie
Le Loddes est un cours d'eau de la Sologne bourbonnaise, il prend sa source sur les marches nord de la Montagne bourbonnaise près du lieu-dit Bergeron, à 450 m d'altitude, sur la commune de Loddes qui lui donne son nom.
Son cours s'oriente d'abord plein nord jusqu'à proximité du Donjon où il bifurque à l'est. Après la retenue du Moulin de l'Épine il prend la direction nord-est jusqu'à Saint-Didier-en-Donjon. Il remonte ensuite plein nord jusqu'à la Loire.
La longueur de son cours d'eau est de 35 km. Il conflue sur la commune de Pierrefitte-sur-Loire, juste à la limite avec Coulanges, à 216 m d'altitude.

### Communes traversées
Dans le seul département de l'Allier, le Loddes traverse ou longe huit communes et deux cantons :
- dans le sens amont vers aval : Loddes (source), Le Donjon, Montcombroux-les-Mines, Saint-Didier-en-Donjon, Monétay-sur-Loire, Saligny-sur-Roudon, Coulanges, Pierrefitte-sur-Loire (confluence).

Soit en termes de cantons, le Loddes prend source et traverse le canton du Donjon, et conflue dans le canton de Dompierre-sur-Besbre, dans les deux arrondissement de Vichy et arrondissement de Moulins.